# El Hadji Diouf
El-Hadji Ousseynou Diouf (Dakar, 1981. január 15.) szenegáli labdarúgó,a szenegáli válogatott játékosa.

## Pályafutása

### Sunderland
A Sunderland színeiben egykori csapata, a Liverpool ellen 1–0-ra elvesztett mérkőzésen mutatkozott be.

## Egyéni díjai
- Az év afrikai labdarúgója (2001–2002)